# Тири (Зангеланский район)
Тири (азерб. Tiri) — село в административно-территориальном округе села Джахангирбейли Зангеланского района Азербайджана. Село расположено на слиянии рек Охчучай и Араз (Аракс).

## История
По данным «Свода статистических данных о населении Закавказского края, извлеченных из посемейных списков 1886 года», в селе Тири (Дири) Тиринского сельского округа Зангезурского уезда Елизаветпольской губернии было 82 дыма и проживало 325 азербайджанцев (в источнике — «татар») шиитского вероисповедания. Среди населения села 48 человек были беками, 7 — представителями духовенства, остальные — владельческими крестьянами.
В ходе Первой карабахской войны, в 1993 году село было занято армянскими вооружёнными силами, и до октября 2020 года находилось под контролем непризнанной НКР. 22 октября 2020 года, в ходе Второй карабахской войны, президент Азербайджана объявил об освобождении села Тири вооружёнными силами Азербайджана.